# Véronique Goël
Pour les articles homonymes, voir Goël.
Véronique Goël est une artiste suisse, cinéaste et plasticienne, née le 21 septembre 1951 à Rolle, dans le Canton de Vaud. Elle vit et travaille à Genève.

## Biographie
Véronique Goël a commencé son parcours professionnel par la couture, ce qui l’a amenée à travailler à Rome, Bruxelles et Abidjan, avant de devenir styliste indépendante. Elle entreprend ensuite des études de peinture et de gravure à l'École cantonale d’art de Lausanne (ECAL) et de cinéma à l’École supérieure d’arts visuels (ESAV) à Genève. La découverte des films de Jean-Marie Straub et Danièle Huillet, en 1974 lors de leur première rétrospective à la Cinémathèque de Lausanne, est déterminante pour son orientation vers le film et la vidéo. Entre 1982 et 1989, elle vit et travaille à Londres avec le cinéaste Stephen Dwoskin (1939-2012). Elle collabore à divers titres avec lui sur Shadows from Light (1983), Ballet Black (1986), Further & Particular (1988), et Age Is… (2012). De son côté, Steve Dwoskin collabore aux films de Véronique Goël sur Précis (1985), Caprices (1989) et Perfect Life (1991). De 1986 à 1989, elle participe à l’aventure de Pardo News, journal du Festival international du film de Locarno, créé et dirigé alors par François Albera.
À partir de 2000, Véronique Goël déploie un nouveau champ d'activité ; elle se tourne vers la réalisation d'installations : Mémento, 2000, Interférence 2005, Décartograhie 2010, Ad Nauseam 2011, Stills 2012, Hidden Charms 2017.
En 2017, la réalisatrice dépose ses archives à la Cinémathèque suisse.

## Œuvres
Véronique Goël fait une première exposition personnelle en 2000 à Genève.  Et, en 2004, à l’occasion d’une résidence d’artiste, elle séjourne six mois à Barcelone. Sur place elle tourne deux vidéos (Poble No et Agbar) et élabore le projet d’un livre de photographies qui sera publié sous le titre, Hotel Comercio ; il est accompagné d’un texte poétique de Lorenzo Menoud, La tentation du cinéma. L’ouvrage est paru en 2007 aux Éditions Notari à Genève.
Le premier film de Véronique Goël, Allegro (1979), est présenté dans divers festivals dont celui du Nouveau cinéma de Montréal en 1980. Il reçoit une prime d’étude de l’Office fédéral de la culture. Un autre de ses films, Caprices (1989), sur le violoniste virtuose Alexander Balanescu (en) et les Six Caprices pour violon seul de Salvatore Sciarrino, reçoit le Grand Prix de la recherche, le Prix Enrico Fulchignoni, au Festival international du film d’art de l’Unesco à Paris en 1989. Il est également présenté au Festival international du film de Rotterdam en 1991.
En 1996, première mondiale en sélection officielle pour son film Kenwin au festival international du film de Locarno. La réception critique du film est excellente,,. Il est en compétition au Festival international du film documentaire de Munich en 1997. Il sera également présenté en 2005 au Centre Georges Pompidou à Paris, dans le cadre des « Revues parlées » à l’invitation de la revue 1895.
Les vidéos, Hans Schmidt, architecte et Agbar,, toutes deux réalisées en 2005, mettent en opposition deux modèles prégnants de l'architecture du XXe siècle : architecture sociale versus architecture totémique. Ces deux vidéos font l'objet en 2008 d'une édition DVD en coffret ; elles sont accompagnées d'une longue étude de François Bovier et d'un entretien de Véronique Goël avec Olivier Lugon.
En 2007, Poble No, reçoit le prix pour la musique de film, de la Berner Filmförderung, pour la composition pour piano préparé de Gertrud Schneider, à partir d'un concept de Roland Moser. Le film sera présenté au Forum d’art contemporain de Sierre en 2007 et à la Médiathèque du Fonds municipal d'art contemporain de Genève en 2010.
En 2009, So Long No See, est en sélection officielle à Locarno, puis à la Viennale, aux Rencontres internationales Paris-Berlin en 2010, au RegenbogenKino à Berlin en 2012, au Centre d’art contemporain de Genève et à Halle Nord à Genève en 2013.
Elle a également collaboré avec Ursula Mumenthaler (La reconquête, 2008), Kugler, 1997-2002, Birmanie, 2005), Françoise Bridel (Bannières, Cinquantenaire des Conventions de Genève, 1999), Rolf Wäber (Jeteur d'objets: Daniel Spoerri, 1993 ; Naturels sur le vif, 1997), Erica Deuber Ziegler (Paix, 2001), Dominique Comtat (Courir les rues, 1998).
Sensible aux mutations des lieux, Véronique Goël repère les aspects idéologiques véhiculés par l'architecture et l'urbanisme. Son écriture cinématographique articule fragments de mémoire collective et individuelle, invitant à questionner l'histoire des formes et ses enjeux politiques et sociaux.

### Films et vidéos
- 2017   Landscape One, vidéo, couleur, diffusion en boucle.
- 2015-2016   City-Scape, vidéo-diptyque, couleur, diffusion en boucle.
- 2009   So Long No See, vidéo, couleur, 16 min[13].
- 2009   Voicing Through Saussure, vidéo, couleur, 64 min[14].
- 2007   Poble No, vidéo, couleur, 30 min[15].
- 2005   Hans Schmidt, architecte, vidéo, couleur, 45 min[16],[17],[18].
- 2005  Agbar, vidéo, couleur, 11 min.
- 1999  Backstage, vidéo, couleur, 6 min
- 1998  Le 18 octobre, super 8, couleur et noir-blanc, 7 min.
- 1996  Kenwin, 16mm, couleur, 85 min[19],[20],[21],[22].
- 1992   Soliloque 3, 16 mm, couleur, 37 min.
- 1991  Perfect Life, 16 mm, couleur, 82 min.
- 1989  Caprices, 16mm, couleur, 56 min[23].
- 1985  Précis, 16mm, noir-blanc, 84 min[24],[25].
- 1982  Soliloque 2/ la barbarie, 16mm, couleur, 20 min.
- 1981  Un autre été, 16mm, noir-blanc, 87 min[26].
- 1981  Avant l'été, vidéo 3/4", noir-blanc, 8 min.
- 1979  Allegro, 16mm, couleur, 24 min[27].
- 1978  Soliloques pour voix de femme et frigidaire, vidéo 1/2", nb, 15 min.

### Compléments pour publication DVD
- 2008   Margarethe Schütte-lihotzky, vidéo/DVD, couleur, 20 minutes
- 2004  Close Up, vidéo/DVD, couleur, 12 minutes
- 2004  Où est la maison de mon amie, 16mm/DVD, couleur, 14 minutes

### Expositions
- 2019   Pertinence et Impertinence, la façade du monde, Hachimonjiya, Kyoto.
- 2019   Aperçu d'une œuvre, Galerie Arnaud Lefèbvre, Paris.
- 2019   No Room to Move, Turtle, galerie Arnaud Lefèbvre, Bienvenue Art Fair, Cité internationale des arts, Paris.
- 2017   Hidden Charms, Halle Nord, Genève.
- 2016-2018  Film Implosion! Experiments in Swiss Cinema and Moving Images, [exposition collective], FriArt, Fribourg et aussi  Museum für Gestaltung, Zürich et Medrar for Contemporary Art Center, Le Caire
- 2016  Révélations – photographies à Genève, Musée Rath, Genève.
- 2015  Unfinished histories, Donner à voir, [exposition collective], La Médiathèque, Genève.
- 2014  So Long No See, Halle Nord, CAPSULE 2, Genève.
- 2013  Differences in Intensity, [exposition collective], Centre d'art contemporain, Genève.
- 2013  Mad, Bad and Sad: Women in the Mind Doctors [exposition collective], Freud Museum, Londres.
- 2012  Stills, Stargazer, Genève.
- 2011  Ad Nauseam [exposition collective], Musée Rath, Genève.
- 2011  No Room To Move [exposition collective], Agent-Double, Genève.
- 2010  Geneva, Mushrooms, Genève.
- 2010  Décartographie[28], La Médiathèque, Fonds municipal d'art contemporain de Genève
- 2008  Masamor [exposition collective], Bex & Arts, Triennale de sculpture, Bex.
- 2007  C'était comment ? [exposition collective], Aldelil, Genève.
- 2007  Véronique Goël, Forum d'art contemporain, Sierre.
- 2005  Interférence, Projet Container, Fac Ecav, Sierre
- 2005  Une journée particulière[exposition collective] extraits de la collection du Fmac, Villa du Parc, Annemasse.
- 2004  On the Other Side of the See, Ruine, Genève.
- 2002  Fugue [exposition collective], Bex & Arts, Triennale de sculpture,
- 2000  Mémento, Palais de l'Athénée, Classe des Beaux-Arts, Genève.
- 1997  Photographies de cinéastes [exposition collective], Kunstmuseum, Soleure.
- 1985  Made in Switzerland, FRI.ART [exposition collective], New York.
- 1982  Images de la Suisse française, 8 peintres, 8 cinéastes [exposition collective], Fondation Gulbenkian, Lisbonne.

### Œuvres dans les collections publiques
- Fonds d'art contemporain de la Ville de Genève : Bishopgate (2015) ; Poble No (2007) ; So Long No See (2009) ; Chemie-Kombinat, 79 × 632 cm, polyptyque (2000).
- Cité du patrimoine et de l’architecture, Paris : Hans Schmidt, architecte (2005).
- Fonds cantonal d’art contemporain, Genève : Bayer, 79 × 446 cm, polyptyque, + Orwo, 79 × 121 cm (2000).
- New York University : Kenwin (1996).
- Cinémathèque française : Kenwin (1996).
- Cinémathèque algérienne :  Précis (1985), Soliloque 3 (1992).
- Cinémathèque suisse : Allegro (1980), Précis (1985), Soliloque 3 (1992), Kenwin (1996).
- Cinémathèque suisse : Fonds Véronique Goël (1928-2013).  Cote : CH CS CSL 126. Centre de recherche et d'archivage, Penthaz, Cinémathèque suisse (présentation en ligne).